# Klopce (gmina Slovenska Bistrica)
Klopce – wieś w Słowenii, w gminie Slovenska Bistrica. W 2018 roku liczyła 164 mieszkańców.